# Pinakol
Pinakol (von griechisch pinákion, ‚Täfelchen‘), früher auch Pinakon genannt, ist eine organische Verbindung aus der Gruppe der Alkandiole. Die zwei Hydroxygruppen stehen im Pinakol an benachbarten Kohlenstoffatomen (in vicinaler Stellung). Pinakole kann man durch eine Pinakol-Kupplungs-Reaktion aus Ketonen oder Aldehyden erzeugen, wobei Radikalanionen als Zwischenprodukte auftreten.

## Geschichte
Die Verbindung wurde 1862 erstmals vom französischen Chemiker Charles Friedel hergestellt.

## Pinakole
Ausgehend vom Pinakol werden allgemein Verbindungen mit der Struktur R1R2C(OH)C(OH)R3R4 (mit den Resten R1 bis R4, wobei die beiden OH-Gruppen an benachbarten Kohlenstoffatomen liegen) als Pinakole (substituierte 1,2-Diole) bezeichnet. Pinakole können säurekatalysierte Pinakol-Umlagerungen zu Pinakolonen eingehen.
Beispiele für abgeleitete Verbindungen:
- Pinakolon
- Soman

## Verwendung
Verwendet wird Pinakol als:
- Zwischenprodukt zur Herstellung von Pharmazeutika (z. B. 2-Aminophenylboronsäurepinakolester)
- Zwischenprodukt zur Herstellung von Pinakolon